# Юрка Вас
Юрка Вас (словен. Jurka vas) — поселення в общині Стража, регіон Південно-Східна Словенія, Словенія.